# Revolução Científica
Na história da ciência, chama-se Revolução Científica ao período que começou no século XVI e prolongou-se até o século XVIII. Começou na era renascentista, na sequência deste espírito crítico. Os conhecimentos só eram considerados corretos depois de confirmados pela experiência e razão, surgindo assim o método experimental ou científico. A partir desse período, a Ciência, que até então estava atrelada à Teologia, separa-se desta e passa a ser um conhecimento mais estruturado e prático. As causas principais da revolução podem ser resumidas em: Renascimento cultural e científico, a imprensa, a Reforma Protestante e o hermetismo.
A expressão "revolução científica" foi criada por Alexandre Koyré, em 1939. Em seguida, foi popularizada por Thomas Kuhn.

## Contexto

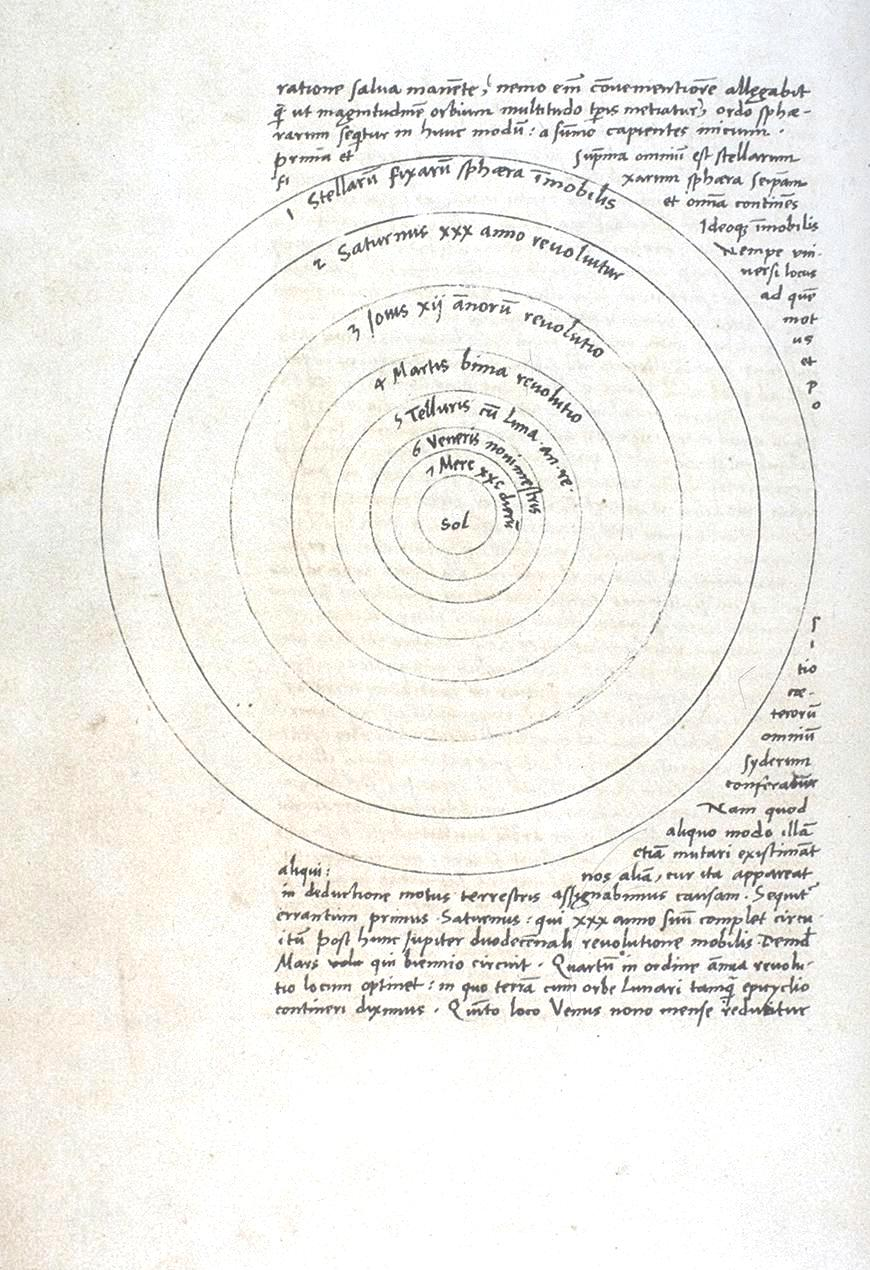
Modelo heliocêntrico do Sistema Solar no manuscrito de Nicolau Copérnico

Por volta do século XVI, houve uma mudança de perspectiva em relação ao conhecimento. A crença de que todo o conhecimento estava contido apenas nos textos clássicos começou a ser substituída pela ideia de que as observações diretas dos fenômenos naturais eram essenciais para compreendê-los. Essa mudança de paradigma veio acompanhada da percepção de que os antigos autores também poderiam estar equivocados e que os estudiosos contemporâneos tinham a capacidade de corrigir esses erros por meio de suas próprias investigações.
O Renascimento trouxe como uma de suas características o humanismo. Esta corrente de pensamento e comportamento pregava a utilização de um senso crítico mais elevado e uma maior atenção às necessidades humanas ao contrário do teocentrismo da Idade Média, que pregava a atenção total aos assuntos divinos e, portanto, um senso crítico menos elevado. Este maior senso crítico exigido pelo humanismo permitiu ao homem observar mais atentamente os fenômenos naturais em vez de renegá-los à interpretação da Igreja Católica.
Houve antes muitas teorias revolucionárias que diferem na intensidade com que influenciaram o pensamento humano. Algumas representaram profundas modificações na forma do homem examinar a natureza, como por exemplo, a introdução de um tratamento matemático na descrição dos movimentos dos planetas, introduzida pelos babilônios e depois aperfeiçoada pelos gregos. Outras representaram microrrevoluções, como o sistema de classificação de seres vivos, introduzida por Aristóteles.

## Início

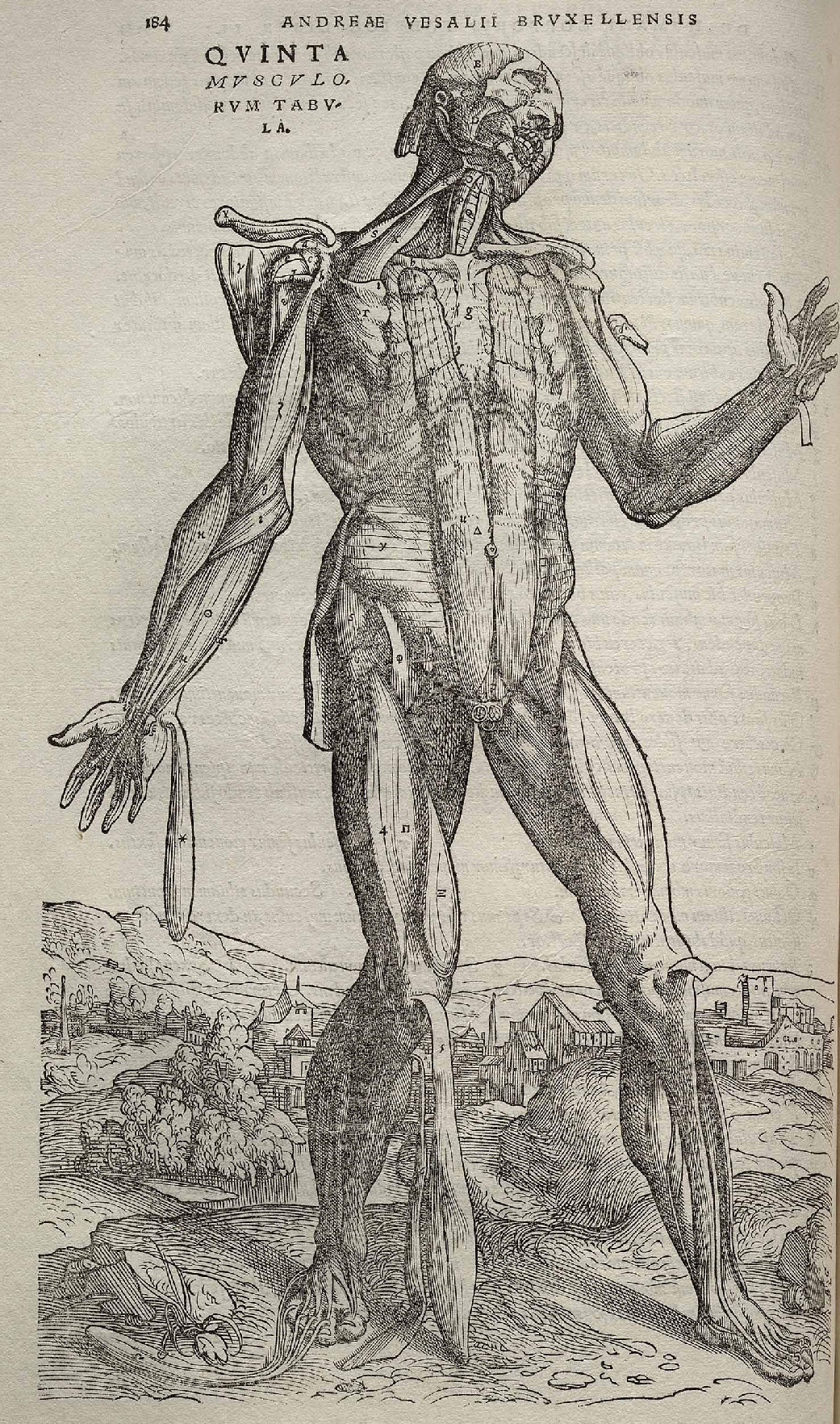
A Fabrica é conhecida por suas ilustrações detalhadas de dissecações humanas, frequentemente em posições alegóricas.

Eventos marcantes da revolução científica, no início do século XVI, foram a publicação das obras De revolutionibus orbium coelestium ("Das revolucões das esferas celestes")  por Nicolau Copérnico e De Humani Corporis Fabrica ("Da Organização do Corpo Humano") por Andreas Vesalius. A publicação do Diálogo sobre os Dois Principais Sistemas do Mundo, por Galileu Galilei e o enunciado das Leis de Kepler impulsionaram decisivamente a revolução científica.
O livro de Vesalius é amplamente reconhecido como o primeiro texto moderno sobre anatomia. Foi baseado em dissecações abrangentes, permitindo-lhe contestar muitos dos pontos de vista anteriormente aceitos de Galeno, considerado a autoridade nessa área até então. Essa obra marcou a primeira aparição de uma descrição minuciosamente pesquisada e essencialmente precisa do corpo humano.
Em 1543, o mesmo ano em que Vesalius publicou seu livro, Copérnico apresentou sua revolucionária teoria sobre o sistema solar. Ele foi o primeiro a afirmar, nos tempos modernos (inspirado em Aristarco de Samos, que fez afirmações similares por volta de 200 a.C.), que o Sol, e não a Terra, estava localizado no centro do universo, e que a Terra e os outros planetas giravam ao seu redor. Pode-se argumentar que esses dois acontecimentos - as publicações das obras de Vesalius e Copérnico - marcam o ponto inicial da revolução científica.
Com a referida revolução, a ciência mudou sua forma e sua função, passando a ser repensada nos moldes na nova sociedade que estava emergindo nesta época. Os objetivos do homem da ciência e da própria ciência acabaram sendo redirecionados para uma era livre das influências místicas da Idade Média.
A imprensa, após a invenção do tipo móvel por Johannes Gutenberg, disseminou-se neste período e desempenhou um papel fundamental na revolução científica.
Assim, desapareciam os erros de interpretação e cópia que acabavam por deturpar as traduções na época dos pergaminhos. A impressão em vernáculo permitiu uma maior divulgação de material se comparado aos escritos em latim, que eram compreendidos apenas pelos estudiosos desta língua.
A reforma religiosa participou de modo decisivo do desencadeamento da revolução científica. Os reformistas pregavam que uma forma de se apreciar a existência de Deus era através das descobertas na ciência e por isto estas foram incentivadas, proporcionando uma propulsão ao desenvolvimento da revolução científica.
Finalmente, o hermetismo selou a revolução, na medida em que representava um conjunto de ideias quase mágicas, mas que exaltavam a concepção quantitativa do universo, encorajando o uso da matemática para relacionar grandezas e demonstrar verdades essenciais. A difusão da matemática criou um ambiente propício para o desenvolvimento de um método científico mais rigoroso e crítico, o que modificou a forma de fazer ciência.
Não é necessário enumerar as consequências deste período na história da ciência. Todos os grandes desenvolvimentos posteriores talvez não tivessem sido possíveis sem a reestruturação científica. Como toda revolução, esta não ocorreu de maneira isolada ou por motivos próprios, mas foi consequência principalmente de uma nova sociedade imbuída em novas ideias.

## Nomes que marcaram a revolução científica
Galileu Galilei
- Viveu entre 1564 e 1642;
- Criticava a "pseudofilosofia", na época representada pelos aristotélicos dogmáticos (em grande parte teólogos alheios à atitude e ao espírito filosófico-científico genuíno de Aristóteles), dizendo que “A tradição e a autoridade dos antigos sábios não são fontes de conhecimento científico” (advertência esta que, aliás, o próprio Aristóteles em sua "Dialética" já fizera, chamando a atenção para a necessidade de se antepor os fatos aos discursos) e que a única maneira de compreender a natureza é experimentando-a racionalmente;
- Achava que fazer ciência é comprovar através da experiência;
- Dizia que “o livro da natureza é escrito em caracteres matemáticos”;
- Foi acusado, pelas autoridades, de ser inimigo da fé. Foi julgado pelo tribunal do santo ofício, a Inquisição. Ele reconheceu diante dos inquisidores que estava “errado”, para poder terminar suas pesquisas. Segundo a lenda, ele disse baixo: "Eppur si muove", ou, “mas ela anda”, ou seja, que a Terra não é um ponto fixo no centro do universo.

Isaac Newton
- Por trás de fenômenos aparentemente banais construiu a base de teorias revolucionárias;
- Nasceu em 4 de Janeiro de 1643, em Woolsthorpe, na Inglaterra;
- Em 1661, com dezoito anos, ingressa na Universidade de Cambridge, estudou matemática e filosofia;
- Em 1668, depois de idealizar as leis de reflexão e refração de luz, construiu o primeiro telescópio reflexivo;
- Em 1669, assume o cargo de professor de matemática na universidade de Cambridge;
- Em 1672, é convidado para a Royal Society;
- Em 1687, publica Princípios Matemáticos da Filosofia Natural, o famoso Principia, em que descreve as leis da gravidade e dos movimentos;
- Em 1696, é nomeado Guardião da Casa da Moeda;
- Em 1705, foi nomeado Cavaleiro Celibatário pela  rainha Anne;
- Em 1727, morre, no dia 20 de março e é enterrado na abadia londrina de Westminster, na Inglaterra.

René Descartes
- Viveu entre 1596 e 1650;
- Demonstrou como a matemática poderia ser utilizada para descrever as formas e as medidas dos corpos;
- Inventou a geometria analítica;
- Sua obra mais famosa chama-se “discurso sobre o método” (1636). Nela, Descartes procura nos convencer que o raciocínio matemático deveria servir de modelo para o pensamento filosófico e para todas as ciências;
- Uma das frases mais célebres da história do pensamento filosófico é: "Penso, logo existo". Ele acreditava que dessa verdade ninguém poderia duvidar.
- O raciocínio matemático é baseado, principalmente, na lógica dedutiva, em que nós partimos de uma verdade para encontrarmos outras verdades, ou seja, que uma verdade é consequência da outra.

Outros cientistas:
Nicolau Copérnico (1473 a 1543)
Mostrou que o sol fica no centro do sistema, mas, achava que a órbita da Terra era uma circunferência perfeita, o que era errado, mas, o alemão Kepler (1571 a 1630) o corrigiu, mostrando que a distância da Terra e do sol é variável, em forma de elipse.
Francis Bacon (1561 a 1626)
Mostrou a importância de um método de experimentação que reduzisse os equívocos tanto do intelecto quanto da pura experiência, aliando o melhor de ambos para a aquisição dos conhecimentos científicos. Defendeu o método indutivo nas ciências.
Francesco Redi (1626 a 1697)
Era um médico italiano e demonstrou que não existia a geração espontânea, uma ideia aristotélica. Ele fez uma experiência: Ele colocou carne em vários vidros. Deixou alguns abertos e cobriu outros com um tecido fino de algodão, que permitisse a entrada de ar. Este tecido era importante, pois para os defensores da geração espontânea, o ar era fundamental para que o fenômeno acontecesse. Se a teoria da geração espontânea fosse verdadeira, as larvas de moscas deveriam aparecer tanto nos vidros abertos quanto nos vidros cobertos com gaze, mas, após alguns dias, surgiram larvas só nos vidros abertos. Redi mostrou, então, que as larvas surgiam das moscas, e não por geração espontânea. As moscas podiam entrar nos vidros abertos e depositar seus ovos sobre a carne, mas não conseguiam entrar naqueles cobertos pelo tecido.
Louis Pasteur (1822 a 1895)
Foi o primeiro cientista a provar que seres invisíveis a olho nu, os micro-organismos, eram os responsáveis por diversas doenças. Suas descobertas ajudaram a salvar vidas e abriram as portas para o avanço da microbiologia e da imunologia.